# Рахмонов, Журахон Рахмонбердиевич
Журахон Рахмонбердиевич Рахмонов (узб. Жўрахон Раҳмонов 18 августа 1917, Ош, Ферганская область, Российская империя – 7 апреля 1977, Ош, Киргизская ССР, СССР) – советский драматический актёр, артист Ошского узбекского драматического театра имени Кирова (ныне Ошский музыкально-драматический театр имени Бабура), Заслуженный артист Узбекской ССР (1974), киноактёр, участник Великой Отечественной войны.

## Биография
Журахон Рахмонбердиевич Рахмонов родился 18 августа 1917 года в городе Ош в семье служащих. В 1937 году поступил актёром в Ошский узбекский театр имени Кирова, основателем которого был его отец Рахмонберди Мадазимов (1914) и где художественным руководителем и артистом был его брат Уринбой Рахмонов (с 1927 года). В то время было крайне мало людей знавших грамоту, Рахмонберди Мадазимов и его дети принадлежали к той малой части. Журахон Рахмонов внёс большой вклад в развитие культуры и искусства Кыргызстана. Был избран депутатом Ошского областного, Ошского городского и Кара-Суйского районного Советов.
В 1938 году был призван в ряды Красной армии. Участвовал в Советско-финской войне, обороне блокадного Ленинграда, служил старшим сержантом 95-й танковой бригады 9-го танкового корпуса 2-го Белорусского фронта. Участвовал в освобождении России, Украины, Белоруссии, Польши, Германии, взятии Берлина и Рейхстага. Награждён орденом «Отечественной войны» II степени (приказ 9-ТК № 015/п от 23 августа 1943 года), а также многочисленными медалями
После окончания войны Журахон Рахмонов вернулся на работу в Ошский театр, работал там до конца жизни. Сыграл более ста ролей в театре и кино. Большую роль в его творчестве сыграли поставленные на сцене театра произведения Ч. Айтматова «Материнское поле», К. Яшина и М.Мухамедова «Дилором», «Отелло» Шекспира. В последующие годы сыграл роли в произведениях «Могучая волна» Шарафа Рашидова, «Любовь Яровая», «Красный галстук» К. Тренёва, «Обман и любовь» Шиллера, «Слуга двух господ» К.Гольдони, «Гроза» Александр Островского, «Уркуя» Н. Байтемирова, "Шайтан Хихо"  Г. Нахуцришвили, «Переполох перед свадьбой» Папаяна, "Любовь, джаз и чёрт" Юозаса Грушаса.
14-25 октября 1958 года вместе с коллективом театра участвовал во II декаде киргизского искусства и литературы в Москве. 20 февраля 1961 года участвовал в I съезде театрального общества Киргизии. В 1967 году Ошский узбекский театр был на гастролях в Таджикской ССР, где коллектив был награждён почётной грамотой министерства культуры Таджикской ССР. 11-17 июля 1967 года участвовал на Днях культуры и искусства Киргизии в Москве. С 4 по 14 сентября 1969 года участвовал в декаде киргизской литературы и искусства в Узбекской ССР. 2-10 апреля 1970 года участвовал в празднике искусств народов СССР, посвящённом 100-летию рождения В.И. Ленина.
Отлично владея киргизским языком, ещё до открытия Ошского киргизского драматического театра имени С. Ибраимова (основан 24 ноября 1972 года, построен в 1974 году), он активно участвовал в постановках классических и современных драм киргизских писателей на киргизском языке
В 1957 году был награждён почётной грамотой министерства культуры Киргизской ССР, в 1976 году медалью ударника IX пятилетки. По окончании гастролей в Ташкенте за большой вклад в пропаганду и развитие культуры и искусства Журахон Рахмонов Указом Президиума Верховного Совета Узбекской ССР № 164 от 5 июля 1974 года первым среди артистов Кыргызстана был удостоен звания Заслуженный артист Узбекской ССР (медаль № 877) (в истории лишь два артиста из Киргизии были удостоены этого почётного звания Узбекистана. Также он был награждён двумя почётными грамотами Президиума Верховного Совета Киргизской ССР (1968 и 1974). В истории Кыргызстана лишь несколько государственных, общественных деятелей и деятелей культуры дважды удостаивались этой почётной грамоты
Журахон Рахмонов был избран депутатом Ошского областного, Ошского городского и Кара-Суйского районного Совета депутатов. Был делегатом многочисленных партийных конференций, участником заседаний советских и хозяйственных органов республики, области и города.
Его высказывания и жизненные ситуации были описаны в комических пьесах писателя Абдугани Абдугафурова и в книге «Видные сыновья Оша» (2000), в журнале «Муштум». Его роль в истории Ошского театра имени Бабура отражена в книге Абдугафурова «Ошский академический театр» (2010).
Журахон Рахмонов умер 7 апреля 1977 года, был похоронен в городе Ош. На его похоронах участвовали и говорили речи первый секретарь Ошского обкома партии Султан Ибраимов и руководители Ошского горисполкома. После смерти заслуженного артиста руководство Ошского горисполкома и управление культуры Ошского области выходило с инициативой переименования улицы Алебастрова города Ош в честь Журахона Рахмонова, где он родился и всю жизнь проживал

## Творчество

### В театре
В 1937-1977 годах им сыграно на сцене Ошского театра имени Кирова более ста ролей: Батрак в «Бай и батраке», Токтогула в «Токтогуле», городничий «Антон Антонович Сквозник-Дмухановский в Ревизоре», пристав в «Женитьбе», «Батыр и Раъно» М. Рахмона, Айнок силач в «Равшан и Зулхумор», Дикий в «Грозе», Ташбалты в «Ташбалта влюблён», Бабахан в «Тахир и Зухра», Ясуман в «Фархад и Ширин», Мавлян в «Любовь к Родине», отец «Невеста за 5 сом», Акылбека в «Судьбе отца», Хихо в "Шайтане Хихо", шаха Бахрама в "Дилором" К. Яшина, Сафара в "Скорпионе из алтаря" Абдулла Кадыри, Халил ата в "Могучая волна" Ш. Рашидова, Бакиева в "Сожаление" (Пушаймон) А. Абдугафурова, «Первый учитель» Ч. Айтматова, тысячник Кадыркула в «Когда заря взойдёт над Ферганой», «Кровавые дни» Ф.Г. Литвинской, М. Азизова, «Легендарная личность» Сохиб Жамола, шах в «Орзигуле», Женгиш ога в «Незнакомый знакомец» М. Каримова, роль немецкого офицера, «Минувшие дни» А. Кадыри, «Нодира», «Сурмахон», «Дорогие девушки», «Скупость», «Обманутая девушка» А. Абдугафуров, «Сильнее бури» Ш. Рашидова и другие.
| Год  | Название                        | Оригинальное название узб. {{{1}}} | Автор                  |
| ---- | ------------------------------- | ---------------------------------- | ---------------------- |
| 1937 | Обман и любовь                  | Макр ва муҳаббат                   | Шиллер                 |
| 1937 | Фархад и Ширин                  | Фарҳод ва Ширин                    | Ш. Хуршид              |
| 1938 | Слуга двух господ               | Икки хўжайинга бир қул             | К.Гольдони             |
| 1938 | Сабля Узбекистана               | Ўзбекистон қиличи                  | Сабир Абдулла          |
| 1946 | Честь женщины                   | Аёл номуси                         | Мухтаров               |
| 1947 | Весна                           | Навбаҳор                           | Уйгун                  |
| 1947 | Фархад и Ширин                  | Фарҳод ва Ширин                    | Хуршид                 |
| 1948 | Красный галстук                 | Қизил галстук                      | К. Тренёв              |
| 1948 | Песня жизни                     | Ҳаёт қўшиғи                        | Уйгун                  |
| 1948 | Алтынкуль                       | Олтинкўл                           | Уйгун                  |
| 1949 | Лепестки                        | Ғунчалар                           | З. Фатхуллин           |
| 1949 | Семург                          | Семурғ                             | Хамид Алимджан         |
| 1950 | Адолат                          | Адолат                             | Исмоил Акрам           |
| 1950 | Алпамыш                         | Алпомиш                            | Сабир Абдулла          |
| 1951 | Токтогул                        | Тўқтағул                           | Ж. Боконбаев           |
| 1951 | Лейли и Меджнун                 | Лайли ва Мажнун                    | Хуршид                 |
| 1952 | Ёрилтош                         | Ёрилтош                            | Шукур Саъдулла         |
| 1952 | Радость                         | Шодлик                             | Махмуд Рахмон          |
| 1952 | Шёлковое сюзане                 | Шоҳи сўзана                        | Абдулла Каххар         |
| 1953 | Алишер Навои                    | Алишер Навоий                      | Иззат Султан           |
| 1953 | Наталка Полтавка                | Наталка Полтавка                   | Н. Лысенко             |
| 1953 | Нурхон                          | Нурхон                             | К.Яшин                 |
| 1954 | Праздник на поле                | Далада байрам                      | Шукур Саъдулла         |
| 1954 | Сердечные секреты               | Юрак сирлари                       | Бахром Рахмонов        |
| 1955 | Офтобхон                        | Офтобхон                           | К.Яшин                 |
| 1955 | Девушка реки Ганг               | Ганг дарёсининг қизи               | Рабиндранат Тагор      |
| 1956 | Равшан и Зулхумор               | Равшан ва Зулҳумор                 | К.Яшин                 |
| 1956 | Любовь к Родине                 | Ватан ишқи                         | З. Фатхуллин           |
| 1956 | Сундук секретов                 | Сирли сандиқ                       | И. Ахмедов             |
| 1957 | Алпамыш                         | Алпомиш                            | Сабир Абдулла          |
| 1957 | Юлдуз                           | Юлдуз                              | Самад Вургун           |
| 1958 | Ойгул и Бахтияр                 | Ойгул ва Бахтиёр                   | Хамид Алимджан         |
| 1958 | Именем революции                | Революция номи билан               | М. Шатров              |
| 1959 | Орзигул                         | Орзигул                            | Турсун Собиров         |
| 1959 | Ашик Гариб и Шахсанам           | Ошиқ Ғариб ва Шоҳсанам             | Ахмад Бобожон          |
| 1959 | Тайфун                          | Тайфун                             | Ахмад Бобожон          |
| 1959 | Секреты паранджи                | Паранжи сирлари                    | Хамза                  |
| 1960 | На высокой земле                | Баланд ерда                        | Кубанычбек Маликов     |
| 1960 | Ташбалта влюблён                | Тошболта ошиқ                      | Хамид Гулям            |
| 1960 | Принцесса Турандот              | Малика Турандот                    | Карло Гоцци            |
| 1961 | Если твоя голова кривая         | Башаранг қийшиқ бўлса              | Рихси Орифжонов        |
| 1961 | Дилором                         | Дилором                            | К.Яшин                 |
| 1962 | Два браслета                    | Икки билакузук                     | Шукур Саъдулла         |
| 1962 | Судьба отца                     | Отанинг тақдири                    | Бексултан Жакиев       |
| 1963 | Дитя                            | Фарзанд                            | Мухаммаджон Хайруллаев |
| 1963 | Голос из гроба                  | Тобутдан товуш                     | Абдулла Каххар         |
| 1963 | Мели хоббон, Наби товон         | Мели ҳаббону Наби товон            | Яхёхон Маматхонов      |
| 1964 | Трагедия поэмы                  | Ғазал фожиаси                      | Ахмад Бобожон          |
| 1964 | Дорогие девушки                 | Жон қизлар                         | Байсеитов, Шангитбоев  |
| 1964 | Отелло                          | Отелло                             | У. Шекспир             |
| 1964 | Чертова девушка                 | Шайтон қиз                         | Касымали Джантошев     |
| 1964 | Нимми                           | Нимми                              | Прем Чанд              |
| 1965 | Гули сиёх                       | Гули сиёҳ                          | Сахиб Жамал            |
| 1965 | Любовь в молодости              | Ёшликда берган кўнгил              | З. Фатхуллин           |
| 1965 | Горный беркут                   | Тоғ бургути                        | Касымали Джантошев     |
| 1965 | Полёт беркута                   | Бургутнинг парвози                 | Иззат Султан           |
| 1966 | Неизвестный человек             | Номаълум киши                      | Иззат Султан           |
| 1966 | Гул и Навруз                    | Гул ва Наврўз                      | Сабир Абдулла          |
| 1966 | Материнское поле                | Момо ер                            | Чингиз Айтматов        |
| 1966 | Парвона                         | Парвона                            | Уйгун                  |
| 1967 | Дилором                         | Дилором                            | Алишер Навои           |
| 1967 | Абдулла Набиев                  | Абдулла Набиев                     | Адхам Рахмат           |
| 1967 | Сваты                           | Қудалар                            | Уткир Рашид            |
| 1967 | Девушка с усами                 | Мўйловли қиз                       | Касымали Джантошев     |
| 1968 | Скорпион из алтаря              | Меҳробдан чаён                     | Абдулла Кадыри         |
| 1968 | Стряпуха замужем                | Пазанда куёвга чиқди               | Анатолий Софронов      |
| 1968 | Новая невеста                   | Янги келин                         | Мирзабек Тойбаев       |
| 1968 | Меж двух огней                  | Икки ўт орасида                    | Бекниёзов, Исмаилов    |
| 1968 | Сожаление                       | Пушаймон                           | Абдугани Абдугафуров   |
| 1969 | Женитьба                        | Уйланиш                            | Н. В. Гоголь           |
| 1969 | Странные вещи                   | Ажаб савдолар                      | Хамид Гулям            |
| 1969 | Могучая волна                   | Қудратли тўлқин                    | Шараф Рашидов          |
| 1969 | Когда заря взойдёт над Ферганой | Фарғонада тонг отгунча             | Мирзакалон Исмоилий    |
| 1970 | Кто смеётся последним           | Йиқилган тойганга кулар            | Т. Абдумомунов         |
| 1970 | Невеста за 5 сом                | Беш сўмлик келин                   | М. Ордубади            |
| 1970 | Дешёвый жених                   | Арзон куёв                         | Шухрат                 |
| 1970 | Требуется лжец                  | Ёлғончи даркор                     | Димитрас Псафас        |
| 1971 | Приключения Чанду               | Чандунинг саргузаштлари            | А.Д. Иловайский        |
| 1971 | Обман по шариату                | Ҳийлаи шаръий                      | Гунтекин               |
| 1971 | Рустам                          | Рустам                             | Умаржон Исмаилов       |
| 1971 | Перед рассветом                 | Тонг олдидан                       | Суорун Омоллоон        |
| 1972 | Чертовое поколение              | Шайтон авлод                       | Мухтаров               |
| 1972 | Девушка Атабека                 | Отабекнинг қизи                    | Токтоболот Абдумомунов |
| 1972 | Зло от аппетита                 | Балойи нафс                        | А. Абдугафуров         |
| 1973 | Начало жизни                    | Ҳаётнинг бошланиши                 | Абдукаххор Маннонов    |
| 1973 | Гроза                           | Момақалдироқ                       | Александр Островский   |
| 1973 | Ташбалта влюблён                | Тошболта ошиқ                      | Хамид Гулям            |
| 1973 | Горная красавица                | Тоғ гўзали                         | Саидмуродов            |
| 1974 | Куйдирмаган кундош              | Куйдирмаган кундош                 | А. Абдугафуров         |
| 1974 | Красавица                       | Соҳибжамол                         | Жура Махмудов          |
| 1974 | Аширбой                         | Аширбой                            | Аалы Токомбаев         |
| 1974 | Преступление без наказания      | Жазосиз жиноят                     | Рихси Орифжонов        |
| 1974 | Бунт невесток                   | Келинлар қўзғолони                 | Саид Ахмад             |
| 1975 | Орзигул                         | Орзигул                            | Турсун Собиров         |
| 1975 | Ревизор                         | Ревизор                            | Н.В. Гоголь            |
| 1975 | Человек издалека                | Узоқдаги одам                      | Умарахунов             |
| 1975 | Старики с молодыми душами       | Кўнгли ёш қариялар                 | Хутаев                 |
| 1975 | Адолат                          | Адолат                             | Исмаил Акрам           |
| 1976 | Рука друга                      | Дўстим қўли                        | Мехрибон Назаров       |
| 1976 | Никому не говори                | Ҳеч кимга айтма                    | Т. Абдумомунов         |
| 1976 | Шутник Али                      | Масхарабоз Али                     | Бабаханов              |
| 1976 | Сундук секретов                 | Сирли сандиқ                       | Ахмедов                |
| 1977 | Переполох перед свадьбой        | Тўй олдидан тўполон                | Папаян                 |
| 1977 | Уркуя                           | Урқуя                              | Насридин Байтемиров    |
| 1977 | Наследство отцов                | Оталар мероси                      | А. Абдугафуров         |
| 1977 | Жалость к животному             | Армонли жонивор                    | Аалы Токомбаев         |

- 1937 — Шиллер «Коварство и любовь», Ш. Хуршид «Фархад и Ширин».
- 1938 — К. Гольдони «Слуга двух господ», Сабир Абдулла «Сабля Узбекистана».
- 1946 — Мухтаров «Честь женщины».
- 1947 — Уйгун «Весна», Ш. Хуршид «Фархад и Ширин».
- 1948 — К. Тренёв «Красный галстук», Уйгун «Песня жизни», Уйгун «Алтынкуль».
- 1949 — Фатхуллин «Лепестки», Хамид Алимджан «Симург».
- 1950 — Исмоил Акрам «Справедливость», Сабир Абдулла «Алпамыш».
- 1951 — Ж. Боконбаев «Токтогул», Хуршид «Лейли и Меджнун».
- 1952 — Шукур Саъдулла «Ёрилтош», Махмуд Рахмон «Радость», Абдулла Каххар «Шёлковое сюзане».
- 1953 — Иззат Султан «Алишер Навои», Н. Лысенко «Наталка Полтавка», К. Яшин «Нурхон».
- 1954 — Шукур Саъдулла «Праздник на поле», Бахром Рахмонов «Сердечные секреты».
- 1955 — К. Яшин «Офтобхон», Рабиндранат Тагор «Девушка реки Ганг».
- 1956 — К. Яшин «Равшан и Зулхумор», Фатхуллин «Любовь к Родине», И. Ахмедов «Сундук секретов».
- 1957 — Сабир Абдулла «Алпамыш», Самад Вургун «Юлдуз».
- 1958 — Хамид Алимджан «Ойгул и Бахтиёр», М. Шатров «Именем революции».
- 1959 — Турсун Собиров «Орзигул», Ахмад Бобожон «Ашик-Гариб и Шахсанам», А. Бобожон «Тайфун», Хамза «Секреты паранджи».
- 1960 — Кубанычбек Маликов «На высокой земле», Хамид Гулям «Ташбалта влюблён», Карло Гоцци «Принцесса Турандот».
- 1961 — Рихси Орифжонов «Если твоя голова кривая», К. Яшин «Дилором».
- 1962 — Шукур Саъдулла «Два браслета», Бексултан Жакиев «Судьба отца».
- 1963 — Мухаммаджон Хайруллаев «Дитя», Абдулла Каххар «Голос из гроба», Яхёхон Маматхонов «Мели хоббон, Наби товон».
- 1964 — Ахмад Бобожон «Трагедия поэмы», Байсеитов, Шангитбоев «Дорогие девушки», У. Шекспир «Отелло», Касымали Джантошев «Чертова девушка», Прем Чанд «Нимми».
- 1965 — Сахиб Жамал «Гули сиёх», Фатхуллин «Любовь в молодости», Касымали Джантошев «Горный беркут», Иззат Султан «Полёт беркута».
- 1966 — Иззат Султан «Неизвестный человек», Сабир Абдулла «Гул и Навруз», Чингиз Айтматов «Материнское поле», Уйгун «Парвона».
- 1967 — Алишер Навои «Дилором», Адхам Рахмат «Абдулла Набиев», Уткир Рашид «Сваты», Касымали Джантошев «Девушка с усами».
- 1968 — Абдулла Кадыри «Скорпион из алтаря», Анатолий Софронов «Стряпуха замужем», Мирзабек Тойбаев «Новая невеста», Бекниёзов, Исмаилов «Меж двух огней», Абдугани Абдугафуров «Сожаление» (Пушаймон).
- 1969 — Н. В. Гоголь «Женитьба», Хамид Гулям «Странные вещи», Шараф Рашидов «Могучая волна», Мирзакалон Исмоилий «Когда заря взойдёт над Ферганой».
- 1970 — Т. Абдумомунов «Кто смеётся последним», М. Ордубади «Невеста за 5 сом», Шухрат «Дешёвый жених», Димитрис Псатас «Требуется лжец».
- 1971 — А. Д. Иловайский «Приключения Чанду», Гунтекин «Обман по шариату», Умаржон Исмаилов «Рустам», Суорун Омоллоон «Перед рассветом».
- 1972 — Мухтаров «Чертовое поколение», Токтоболот Абдумомунов «Девушка Атабека», А. Абдугафуров «Балойи нафс».
- 1973 — Абдукаххор Маннонов «Начало жизни», Александр Островский «Гроза», Хамид Гулям «Ташбалта влюблён», Саидмуродов «Горная красавица».
- 1974 — А. Абдугафуров «Куйдирмаган кундош», Жура Махмудов «Красавица», Аалы Токомбаев «Аширбой», Рихси Орифжонов «Преступление без наказания», Саид Ахмад «Бунт невесток».
- 1975 — Турсун Сабиров «Орзигул», Н. В. Гоголь «Ревизор», Умарахунов «Человек издалека», Хутаев «Старики с молодыми душами», Исмаил Акрам «Справедливость».
- 1976 — Мехрибон Назаров «Рука друга», Т. Абдумомунов «Никому не говори», Бабаханов «Шутник Али», Ахмедов «Сундук секретов».
- 1977 — Папаян «Переполох перед свадьбой», Насридин Байтемиров «Уркуя», А. Абдугафуров «Наследство отцов», Аалы Токомбаев «Жалость к животному».

Кроме того, участвовал в многочисленных концертных программах

### В кино
| Год  |   | Название     | Роль                       |
| ---- | - | ------------ | -------------------------- |
| 1971 | ф | Захар Беркут | эпизод                     |
| 1972 | ф | Улица        | организатор петушиных боёв |
| 1964 | ф | Джура        | басмач                     |
| 1939 | ф | Азамат       | Имя персонажа не указано   |
| 1935 | ф | Джульбарс    | эпизод                     |

## Личная жизнь
Отец — Рахмонберди Мадазимов (1875-1933). Мать Бибихон (1884—1922), уроженка города Уратепа. Супруга: Ойимхон (1929—1997). Дети: Мамир Жураев (1949), Анзиратхон (1951—2015), Муяссархон (1955), Санжарбек хожи (1959—2012), Минурахон (1962), Муаззамхон (1964), Анварбек (1969—2004).
Родственниками Журахона Рахмонова являются: Ходжаназар Хувайдо, Хабиб Абдуллаев
Племянники: Азизулло Иззатуллаев, Анвар Касымов, певец Мухаммадкарим Соипов.
Родственники со стороны свёкров: Султан и Кудрат Таирбаевы, Балтыходжа Султанов, Иззат Султан, Мухтар Султанов, Мамадали Курбанов, Махмуд Косимов, Алишер Отабоев, Кодир Рахматович Парпиев, Зироатхон (Ойхон) Хошимова, [archive.today/20191219154753/www.kino-teatr.ru/kino/acter/m/sov/9637/bio Эркин Комилов], экс-председатель ОАО “Узвторцветмет” Мурод Зайнобиддинович Салохиддинов, председатель Ошского горисполкома Ахмаджон Давидов.

## Награды
- Орден Отечественной войны 2 степени (23 августа 1943 года)
- Медаль «Двадцать лет Победы в Великой Отечественной войне 1941—1945 гг.» (2.03.1968)
- Медаль «50 лет Вооружённых Сил СССР» (25.10.1968)
- Медаль «В ознаменование 100-летия со дня рождения Владимира Ильича Ленина» (10.04.1970)
- Знак «25 лет победы в Великой Отечественной войне» (1970)
- Медаль «Тридцать лет Победы в Великой Отечественной войне 1941—1945 гг.» (21.11.1975)
- Заслуженный артист Узбекской ССР (5 июля 1974 года)
- Почётная грамота Президиума Верховного Совета Киргизской ССР (10 февраля 1968 года)
- Ударник 9 пятилетки (28 января 1976 года)
- Почётная грамота Президиума Верховного Совета Киргизской ССР (28 августа 1974 года)
- Почётная грамота Министерства культуры Киргизской ССР (1957 год)
- многочисленные медали как ветерану Великой Отечественной войны.